# Свети Георги (Щърково)
„Свети Георги“ (на гръцки: Αγίου Γεωργίου) е православна църква в преспанското село Щърково (Плати), част от Леринската, Преспанска и Еордейска епархия на Вселенската патриаршия, под управлението на Църквата на Гърция.

## Местоположение
Църквата е гробищен храм, разположена на километър западно от селото.

## История
Църквата е изградена в началото на XX век. Към типичната трикорабна базилика с дървен покрив по-късно е добавен притвор, а централният кораб е покрит с фалшив купол в извита форма. Вътре се съхраняват някои ценни преносими икони.